# Stubbs the Zombie
Stubbs the Zombie je počítačová hra z pohledu 3. osoby, tzv. TPS. Hra disponuje originálním nápadem obrácených rolí, kdy hráč, coby zombie má za úkol zničit poklidné futuristické městečko.

## Příběh
Hlavní hrdina, Edward "Stubbs" Stubblefield, v životě nikdy neměl moc štěstí a úspěchu ještě méně. Vlastně to byl neschopný obchodní cestující, který nebyl s to prodávat pojištění ani v době velké hospodářské krize, která roku 1933 sužuje U.S.A. Jeho smolný život byl zakončen jedním zákazníkem, když mu udělal díru do břicha a zakopal ho na neznámém místě v Pensylvánii.
Píše se rok 1959. Na Kubě se moci ujímá Fidel a ve spojených státech vzniká první futuristické město nové generace. Městečko Punchbowl je označováno za kus světa, který vstoupil do 21. století o 50 let dříve. Ulice kříží roboti, kteří pomáhají lidem jako telefonní automaty, průvodci městem, držitelé pořádku nebo opraváři a údržbáři. Po ulicích projíždějí policejní vznášedla a celé město křižuje ekologická jednokolejná nadzemní dráha.
Otcem celého města je Andrew Monday, mladý miliardářský playboy, který uchvátil svět svým dojemným příběhem vypracování se z chudého, venkovského sirotka na post nejbohatšího muže planety. Andrew spolu se svou matkou se ukazují na veřejnosti při každé příležitosti, kterou město nabídne při otevření nových budov a programů. Mondayovy peníze by však město budoucnosti, kde zločin a špína jsou jenom slova ve slovníku, nepostavil bez lidí jako jsou výzkumný vědec Dr. Wye a policejní šéf T.S. Masters.
První jmenovaný je autorem všech vynálezů, které jsou ve městě k vidění jako třeba autovznášedla, roboti, speciální komunikační přístroje městské policie nebo travní hnojivo, které udržuje městské trávníky v čerstvém stavu i bez zalévání. T.S. Masters se stal policejním šéfem v uměle vytvořeném městě díky svým zásluhám na různých policejních stanicích v několika městech po celých státech. Je drahý, ale lidé jako je Andrew Monday mají i na takové.
Čert tomu chtěl, že se naše hlavní postava probrala po více než 20 letech právě pod jedním z trávníků města snů. Neví co tam dělá, neví kde to vlastně je a hlavně neví proč celý hnije, má díru v břiše a polorozpadlý oblek. Jediné čím si je jistý, že má proklatě velký hlad a ačkoliv to ještě nejedl, dal by si nejradši lidský mozek…

## Popis hry
Po celou dobu hry je pohled jakoby z 3. osoby na Stubbse, tedy klasická TPS. Průběh hraní prolínají animace (např. blížících se nepřátel, ukončení úrovně, apod.).
S postupem ve hře hráč získává nové zbraně. Celkem jsou 4:
- Flatulace - Stubbs si prostě "uleví", což nepřátele paralyzuje na dostatečnou dobu
- Střeva - Stubbs si vytrhne kus střev, který po zahození exploduje jako granát
- Ruka - Stubbs si může utrhnout paži, pohled se přepne na ní a lze s ní prozkoumávat okolí nebo ovládat jednoho člověka
- Hlava - Stubbs si utrhne hlavu a koulením jí pošle před sebe, lze jí chvilku ovládat, pak exploduje

Dále může Stubbs sebrat nějaký předmět (cizí ruku, nohu) a s ní několikrát udeřit protivníky. Hlavní zbraní ovšem zůstává zombifikace, kdy může z náhodných kolemjdoucích udělat masy svých pochodujících umrlců.